# Casota do Páramo
La Casota do Páramo est un dolmen situé dans la commune de Boiro, dans la province de La Corogne, en Galice, en Espagne.

## Description
Ce dolmen comporte sept orthostates et une dalle de couverture en deux morceaux. La chambre funéraire a une forme polygonale. Sur l'une des pierres du couloir se trouve un pétroglyphe représentant une figure anthropomorphique.
Avec l'Arca do Barbanza et la Casarota do Fusiño, c'est l'un des trois plus grands dolmens de la région.

## Protection
Le dolmen a été déclaré Bien d'intérêt culturel en 2011.

## Galerie

Casota do Páramo
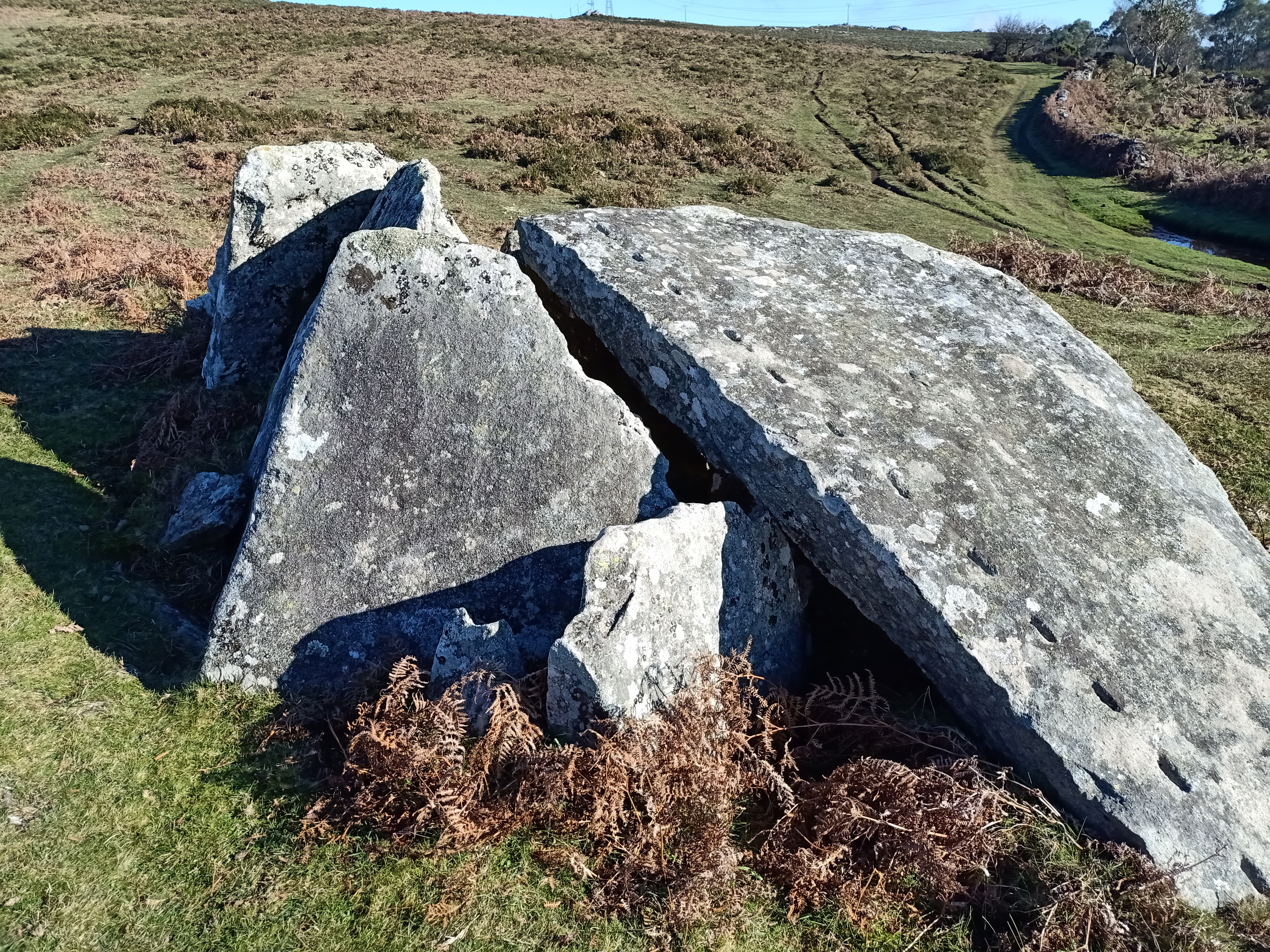
Le dolmen
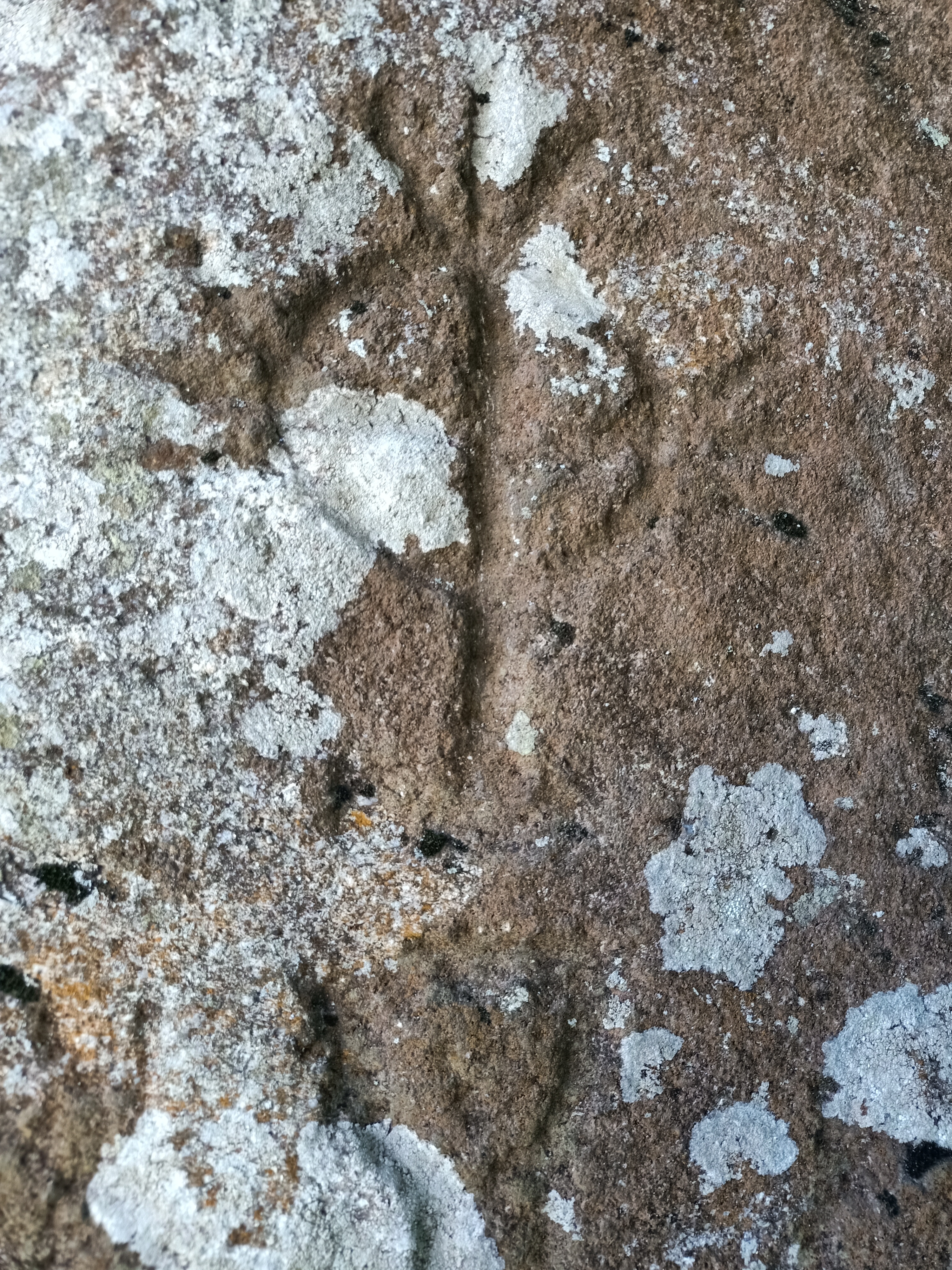
Pétroglyphe. Vue 1
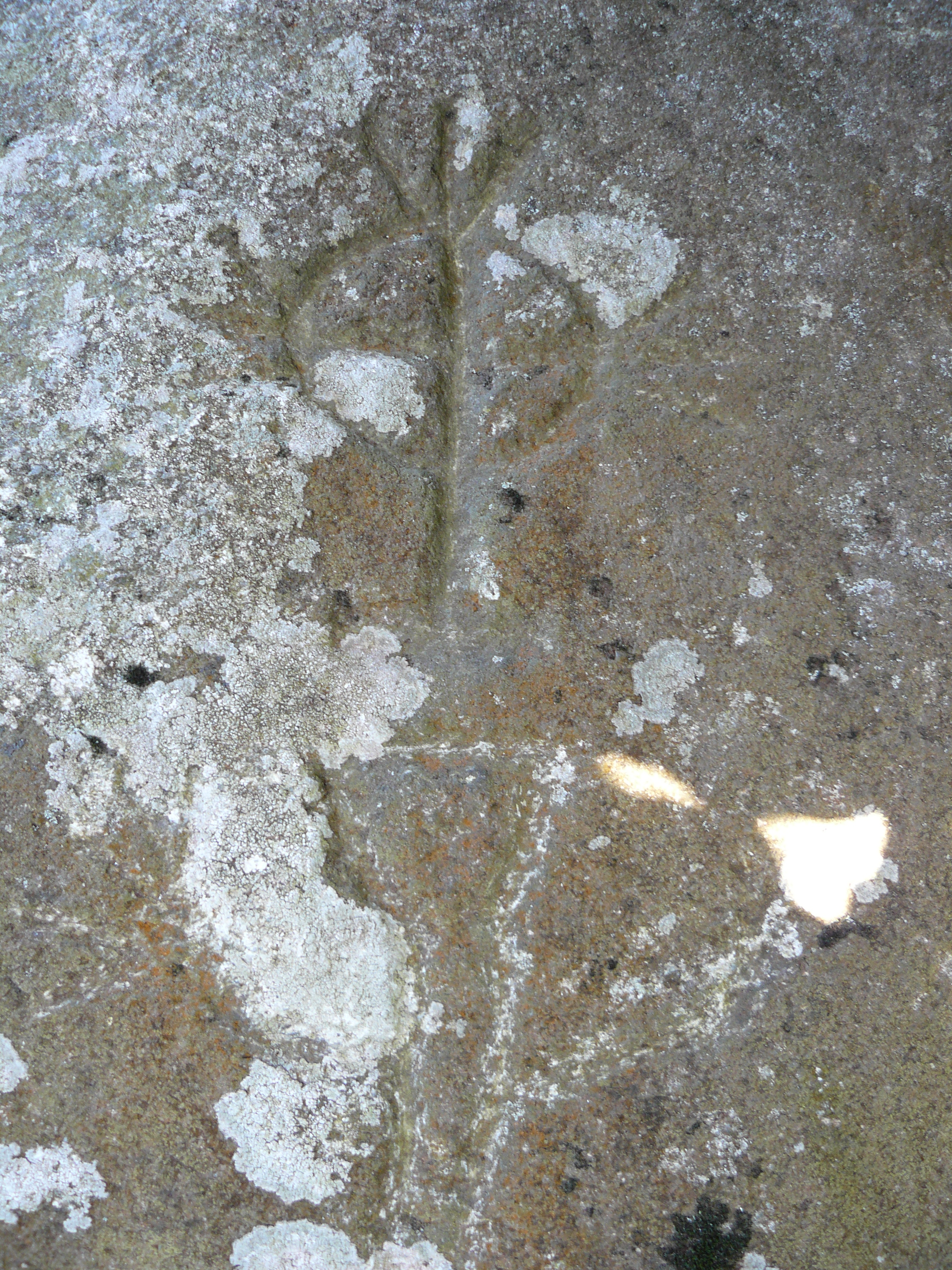
Vue 2